# Raad Hamudi
Raʿad Hamudi (arabisch رعد حمودي, DMG Raʿad Ḥamūdī nach englischer Umschrift Hamoodi oder Hamoody; * 20. April 1958 in Bagdad) ist ein ehemaliger irakischer Fußballspieler. Der Torwart gilt als einer der bekanntesten Fußballspieler seines Landes. Im April 2009 wurde er zum Präsidenten des irakischen NOKs gewählt.

## Leben
Bereits im jungen Alter war Hamudi Stammtorwart beim irakischen Erstligisten und Bagdader Traditionsverein asch-Schorta. 1976 wurde er mit 18 Jahren jüngster Torwart in der Geschichte der irakischen Nationalmannschaft, als er am 8. Februar 1976 beim 0:0 in Bagdad gegen die Türkei erstmals im Tor stand. Im Golfpokal desselben Jahres errang Hamudi den zweiten Platz, 1979 wurde er in Bagdad und 1984 in Maskat Sieger des Wettbewerbs. Zudem erreichte er bei der Asienmeisterschaft 1976 den vierten Platz. Beim von der CISM ausgetragenen Fußball-Militärweltmeisterschaft gewann Hamudi mit der irakischen Auswahl dieses Turnier sowohl 1977 (u. a. 4:2-Sieg gegen die Auswahl der BRD) und 1979 (u. a. 4:0-Sieg gegen die Auswahl Österreichs). In beiden Finalspielen konnte sich der Irak im Elfmeterschießen gegen die Mannschaften Kuwaits bzw. Italiens durchsetzten. 1980 wurde er irakischer Meister.
Sein größter Erfolg war allerdings die Teilnahme an der Fußball-Weltmeisterschaft 1986, als er zwei der drei Vorrundenspiele bestritt. Ein Jahr später gab er am 21. Februar 1987 bei der 0:2-Niederlage gegen Kuwait sein Abschiedsspiel. Insgesamt hatte er zwischen 1976 und 1987 137 Spiele bestritten.
1989 floh Hamudi aus dem Irak ins benachbarte Jordanien, wo er als freier Händler arbeitete. Erst nach dem Irak-Krieg kehrte er 2003 in den Irak zurück, dort wurde er Präsident seines ehemaligen Clubs asch-Shorta. Am 4. April 2009 wurde er zum neuen NPK-Präsidenten gewählt.